# سفارة أوزبكستان في أذربيجان
سفارة أوزبكستان في أذربيجان هي أرفع تمثيل دبلوماسي لدولة أوزبكستان لدى أذربيجان. تقع السفارة في باكو وهي تهدف لتعزيز المصالح الأوزبكستانية في أذربيجان.

## السفارة
أقيمت العلاقات الدبلوماسية بين جمهورية أوزبكستان وجمهورية أذربيجان في 2 أكتوبر 1995، بينما أفتتحت سفارة جمهورية أوزبكستان في جمهورية أذربيجان في يوليو 1998 بمدينة باكو.

## السفراء[6]
- عبد الرحمنوف عبد الغفور ساتوروفيتش (مارس 1998 - نوفمبر 2004)
- عصمت الله ريموفيتش (ديسمبر 2004 - فبراير 2012)
- فايزيف شيرزود ميراجلاموفيتش (24 مارس 2012-أبريل 2020)
- اشرف خانوف باخروم بوخوديروفيتش (أبريل 2020 - الآن)[7]

## وصلات خارجية
- قائمة سفارات أوزبكستان
- قائمة السفارات في أذربيجان